# Carl Lassekk
Carl Lassekk (alemany: Carl Kaskel)  (Dresden, 6 d'octubre de 1797 - Dresden, 31 de juliol de 1874) fou un banquer, compositor i pianista alemany del segle xix. Eix d'un família de banquers, Lasekk és un pseudònim, anagrama del seu cognom de naixement Carl Kaskel.

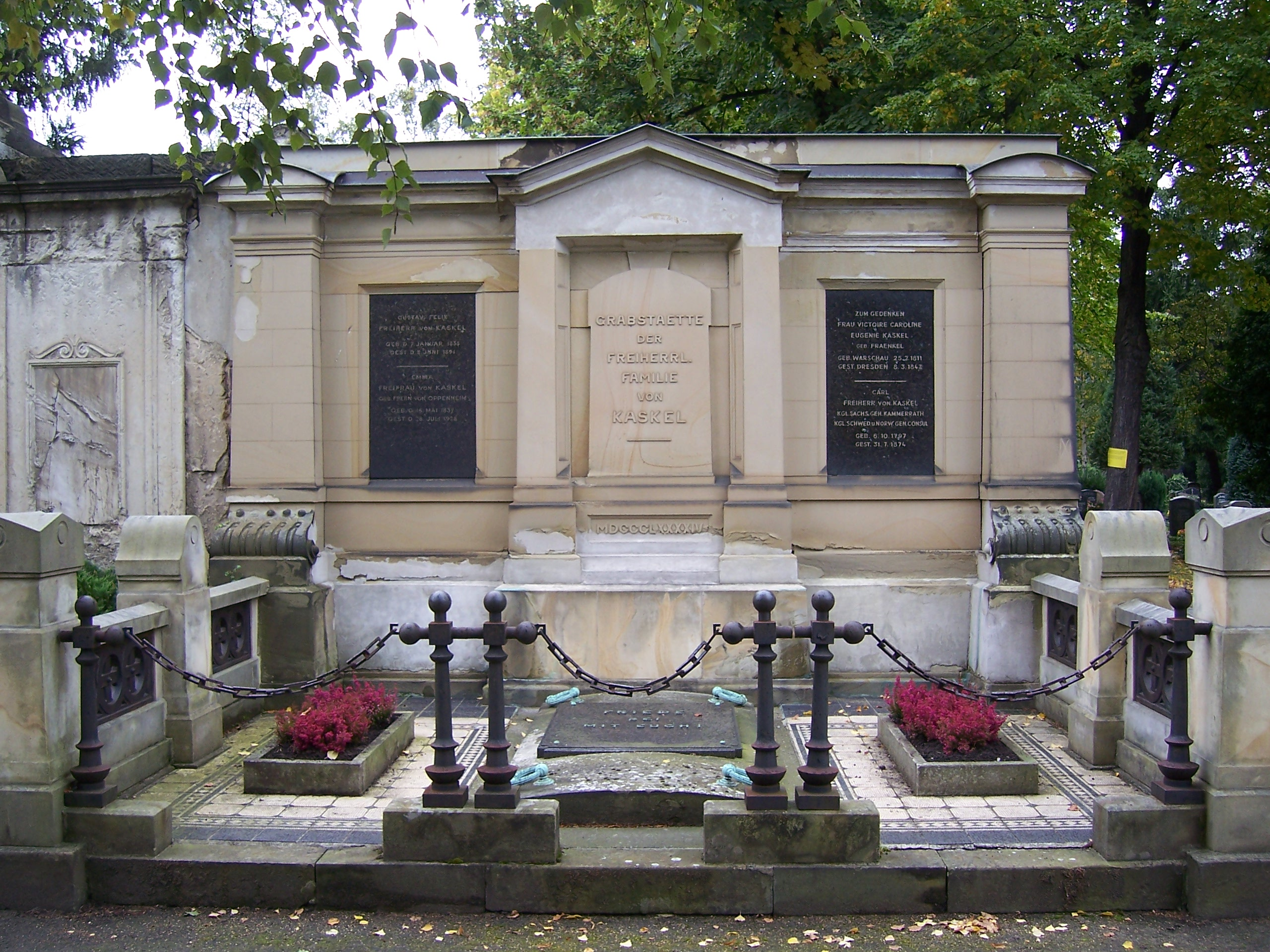
Sepulcre de la nissaga Von Kaskel, a Dresden

Era fill de Sara Schlesinger (1774-1858) i del banquer Michael Kaskel (1775-1845), reial conceller comercial jueu a la cort de Saxònia. El 1831 es va casar a Varsòvia amb Victòria Fränkel (1811-1843), filla del banquer Samuel Leopold Antoni Fränkel (1773-1833). Van tenir dos fills, Maria i Fèlix.
El banquer
Junts amb el seu germà Julius era gerent de la banca privada Bankhaus Michael Kaskel. El 1838 va esdevenir vicepresident de la banca de l'estat de Saxònia. La banca Kaskel va finançar projectes que contribuïen a la industrialització (ferrocarrils, fàbriques…) i sobretot l'Imperi Austríac en la guerra Austroprussiana de 1866, raó per què va ser ennoblit el 1867 per l'emperador Francesc Josep I d'Àustria i va rebre el títol de baró el 1869. Aleshores va poder afegir el von davant el seu cognom. El 1872 es va integrar la banca familiar en el nou Dresdner Bank, un projecte comú amb el banquer Eugen Gutmann.
El compositor
És autor de diverses obres, en la majoria de les quals hi col·laborà Kaspar Kummer. Entre aquestes hi figuren: L'agitation, quartet; La Chasse, sonates, molts lieder, amb acompanyament de piano, una rapsòdia musical, fantasies, etc. Era lligat amb la família Mendelssohn, molt amic amb Giacomo Meyerbeer i amb Robert Schumann. Amb aquest darrere va correspondre intensivament. Tot i que no se sap si Kaskel tocava el clarinet, Mendelssohn li va dedicar la seva Sonata en mi {\displaystyle \flat } major per clarinet i piano.